# Sân bay Adado
Sân bay Adado (IATA: AAD) là một sân bay ở Adado, Somalia.

## Hãng hàng không và điểm đến
| Hãng hàng không | Các điểm đến |
| --------------- | ------------ |
| Jubba Airways   | Mogadishu    |